# 근위척탄병대
근위 보병 제1 연대 또는 근위척탄병대(Grenadier Guards, GREN GDS)는 영국 육군의 가장 고위 보병 연대로 보병 서열의 최상위에 있다. 이 연대의 유래는 추방된 찰스 2세를 보호하기 위해 브뤼헤에서 웬트워스 경의 연대가 창설된 1656년으로 거슬러 올라간다. 1665년에 이 연대는 존 러셀의 근위 연대와 합쳐져 제1 보병 연대로 알려진 현재의 연대를 형성했다. 그 이후로 연대는 작전적 역할뿐만 아니라 의례적 역할과 보호적 역할을 모두 담당해 왔다. 1900년에 연대는 아일랜드 근위대(Irish Guards)를 구성하기 위한 간부 인력을 제공했다. 그 후 1915년에는 웨일스 근위대가 결성되는 기반이 되기도 했다.
연대의 초기 역사에서는 스페인 왕위 계승 전쟁, 오스트리아 왕위 계승 전쟁, 7년 전쟁, 나폴레옹 전쟁 등 수많은 전투에 참여했다. 이 기간이 끝날 무렵 연대는 왕실 선언문에 의해 "척탄병"이라는 명칭을 부여 받았다. 빅토리아 시대에 연대는 크림 전쟁, 영-이집트 전쟁, 마흐디스트 전쟁, 제2차 보어 전쟁에 참전했다.
제1차 세계 대전 동안 척탄병 근위대는 3개 대대에서 5개 대대로 확대되었으며, 그 중 4개 대대는 서부 전선에서 복무했다. 이후 제2차 세계 대전 중에는 6개 대대가 창설되었고 일부는 근위 기갑사단의 기갑 부대로 전환되었다. 이 부대는 프랑스, 북서 유럽, 북아프리카 및 이탈리아에서 싸웠다.
제2차 세계 대전 이후 연대는 1990년대 중반에 처음에는 3개 대대로, 그 다음에는 2개 대대로, 마지막으로 1개 대대로 축소되었다. 이 기간 동안의 주요 배치에는 팔레스타인, 말라야, 키프로스, 북아일랜드, 걸프전, 아프가니스탄 및 이라크에서의 작전이 포함되었다.

## 같이 보기
- 영국 육군